# Schlagstein (Archäologie)

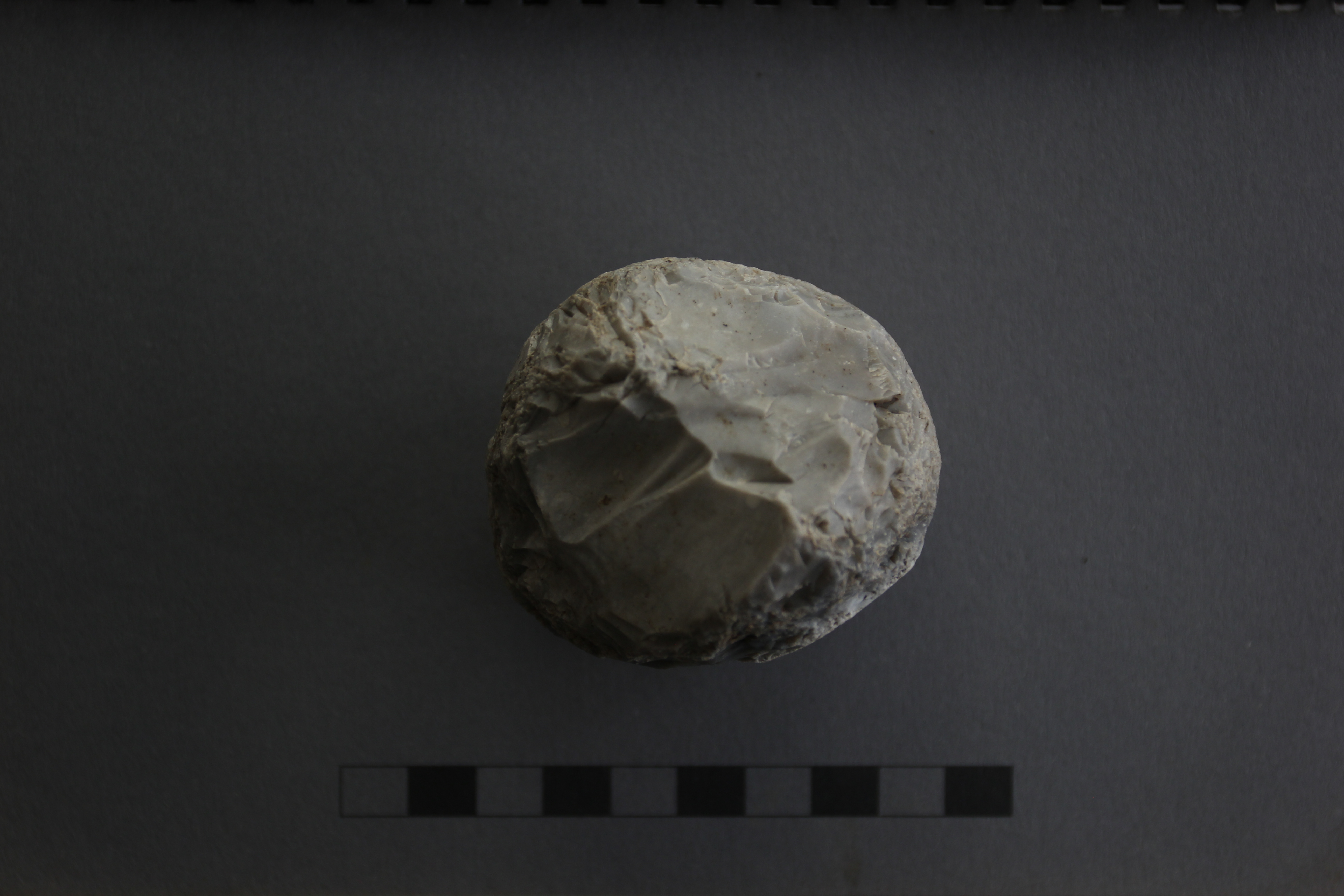
Ein Schlagstein aus einem archäologischen Kontext

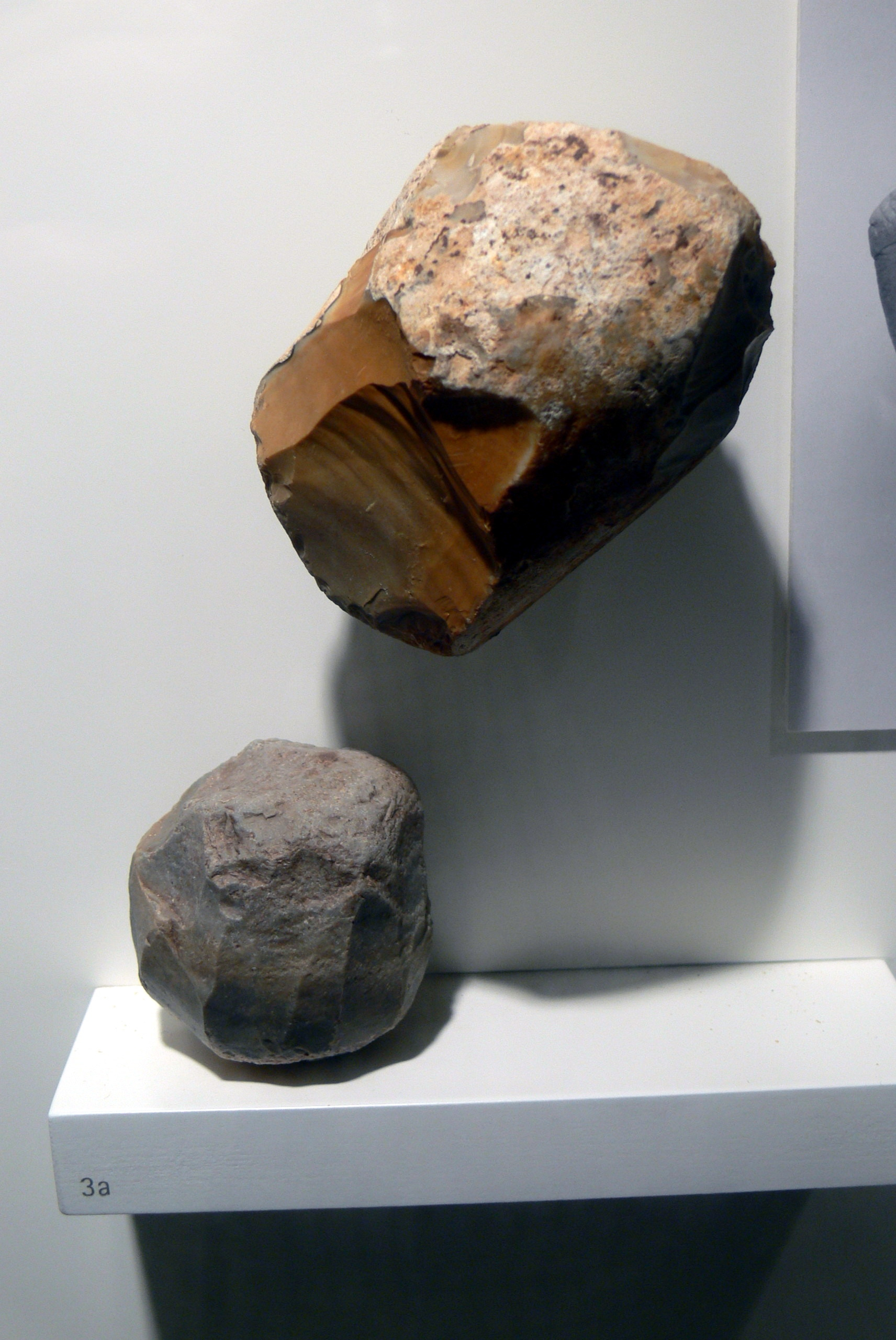
Schlagstein und Kernstein

Schlagsteine (auch Klopfsteine genannt) bestehen aus rohem Felsgestein oder Quarzit ohne weitere Bearbeitung. Sie wurden nach Form, Gewicht und Handhabbarkeit ausgesucht. Auch Kerne aus Feuerstein, Läufer von Mahl- oder Reibsteinen, oder Abfall- und Ausschussstücke der Geräteherstellung wurden als Schlagstein verwendet. Meist sind sie rund, rundlich oder zylindrisch und haben zwei Schlagflächen. Zur besseren Handhabung wurden zuweilen Griffdellen angebracht. Die Schlagspuren (Schlagnarben) befinden sich in ein oder zwei Hauptschlagzonen, können aber auch über den Stein verteilt sein. Eine lange Nutzungsdauer führt zur Annäherung an eine Kugelform.
Schlagsteine wirken durch direkten Schlag, Stein auf Stein oder über Zwischenstücke aus Elfenbein, Geweih, oder Knochen, um Abschläge zu erzielen. Sie dienen auch zum Retuschieren, Pulverisieren (Farbstoffe), Zermahlen (Samen) oder Zerschlagen hartschaliger Früchte, Knochen oder Muscheln. Schlagsteine wurden vom frühen Oldowan bis zum Ende der Eisenzeit verwendet.
Die experimentelle Archäologie kommt zu dem Ergebnis, dass Schlagsteine aus Feuerstein oder ähnlich harten Materialien zur Bearbeitung von Feuerstein ungeeignet sind, während zähe, relativ weiche Gesteine sich gut als Schlaggerät eignen. Diese können einen Teil der Schlagenergie absorbieren, ohne zu brechen, ähnlich wie Schlaggeräte aus Knochen, Geweih oder anderen organischen Materialien. Schlagsteine zur Bearbeitung von Feuerstein sind nahezu ausnahmslos aus zähem Felsgestein.
Schlaggeräte aus Feuerstein dienten der Zurichtung und Aufrauung von Mahlsteinflächen, sowie der Zurichtung von Felsgesteingeräten, wie Dechselklingen, durch Picken. Klopfspuren können auch bei anderen Tätigkeiten entstehen, beispielsweise beim Weichklopfen organischer Materialien.